# Ce que l'on sème
Albums de Tryo
Fête ses 10 ans...
(2006) Sous les étoiles
(2009)
Ce que l'on sème est le quatrième album du groupe français Tryo, sorti en septembre 2008.
D'après World Wilde Albums, l'album s'est écoulé à plus de 300 000 exemplaires et est donc certifié disque de platine,.

## Historique
En 15 morceaux, on retrouve l'engagement politique et écologique du groupe ainsi que des musiques mises au point après les voyages des membres du groupe. Son nom est homophone au premier titre de l'album, Ce que l'on s'aime. Il reste dans la même lignée que leur précédent album Grain de sable.
Clip: 
Le clip Ce que l'on s'aime est réalisé par Olivier Megaton.

## Liste des titres
| 1.         | Ce que l'on s'aime          | Christophe Mali          | Christophe Mali | 2 min 54 s |
| 2.         | Tombé Mal                   | Guizmo                   | Guizmo          | 3 min 54 s |
| 3.         | Jocelyne                    | Christophe Mali          | Christophe Mali | 2 min 47 s |
| 4.         | El dulce de leche           | Christophe Mali          | Christophe Mali | 4 min 31 s |
| 5.         | Toi et moi                  | Guizmo                   | Guizmo          | 3 min 29 s |
| 6.         | L'air du plastique          | Christophe Mali          | Christophe Mali | 3 min 33 s |
| 7.         | Quand les hommes s'ennuient | Christophe Mali          | Manu Eveno      | 5 min 7 s  |
| 8.         | Bye bye                     | Manu Eveno               | Manu Eveno      | 2 min 57 s |
| 9.         | Marcher droit               | Guizmo - Christophe Mali | Guizmo          | 3 min 6 s  |
| 10.        | Mrs Roy                     | Christophe Mali          | Christophe Mali | 3 min 26 s |
| 11.        | Le Temps                    | Guizmo                   | Guizmo          | 5 min 6 s  |
| 12.        | Abdallâh                    | Guizmo                   | Guizmo          | 3 min 30 s |
| 13.        | Une saison de trop          | Christophe Mali          | Christophe Mali | 3 min 54 s |
| 14.        | Travailler plus             | Guizmo                   | Guizmo          | 2 min 32 s |
| 15.        | Poussière d'étoile          | Manu Eveno               | Manu Eveno      | 4 min 21 s |
| 55 min 7 s |                             |                          |                 |            |